# 坪井勧吉

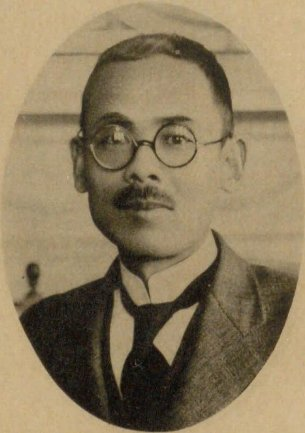
坪井勧吉

坪井 勧吉（つぼい かんきち、1884年（明治17年）1月8日 - 1970年（昭和45年）5月29日）は、日本の内務・警察官僚。官選県知事、姫路市長。

## 経歴
愛知県出身。坪井政兵衛の長男として生まれる。第五高等学校を卒業。1911年、東京帝国大学法科大学を卒業。同年11月、文官高等試験行政科試験に合格。内務省に入省し神奈川県属となる。
以後、神奈川県警視、同理事官、秋田県警察部長、岡山県警察部長、香川県書記官・内務部長、山口県書記官・内務部長、山形県書記官・内務部長などを歴任。
1929年7月、香川県知事に就任。塩江温泉鉄道の開通に尽力。1931年6月、高知県知事に転任。同年12月18日に知事を依願免本官となり退官。その後、1939年10月から1943年10月まで姫路市長を務めた。
戦後、「翼賛支部長」のため公職追放となった。